# Achim Szepanski
Achim Szepanski (* 1957 bei Karlsruhe; † 22. September 2024 in Frankfurt am Main) war ein deutscher Labelbetreiber und Schriftsteller. Bekannt wurde er als Gründer des Techno-Labels Force Inc. Music Works und des Electronica-Labels Mille Plateaux.

## Leben
Szepanski wurde in der Nähe von Karlsruhe geboren. Die Familie zog bald darauf Nordpfalz, wo er in die Nähe von Kaiserslautern aufwuchs.
Szepanski ging 1977 nach dem Abitur zum Studium nach Mainz und studierte später in Frankfurt am Main Soziologie und Wirtschaftspädagogik. Anfang der 1980er Jahre war er kurzzeitig Mitglied der Mainzer Noise-Band P.D. Parallel betrieb er in Frankfurt den Plattenladen Boy Records, in dem viele DJs aus dem Rhein-Main-Gebiet ihr Platten kauften und in dem Szepanski unter anderem Ian Pooley und DJ Tonka kennenlernte.
1991 gründete er das Techno-Label Force Inc. Music Works (FIM). Die Philosophie des Labels war wesentlich von Underground Resistance geprägt, die ihre Arbeit auch immer als Statement gegen die von Major-Labels dominierte Musikindustrie verstanden und mit ihren Veröffentlichungen auch auf gesellschaftliche Missstände hinwiesen. Von Anfang an positionierte Szepanski FIM als politisch motivierten, gesellschaftskritischen und intellektuellen Gegenpol in der vermeintlich hedonistischen Technoszene. So erschienen mit Alec Empires SuEcide Pt.2 (FIM 029, 1992) und dem darauf enthaltenen Stück Hetzjagd (Auf Nazis!) oder der Compilation Destroy Deutschland! (FIM 034, 1993) Statements gegen die Anfang der 1990er Jahre wieder verstärkt aufkommenden rassistisch motivierten Ausschreitungen wie in Mölln, Rostock oder Hoyerswerda.
In Interviews bezog sich Szepanski oft auf poststrukturalistische Theorien und insbesondere auf das Werk Mille Plateaux des Philosophen Gilles Deleuze und des Psychoanalytikers Félix Guattari. Das 1994 ebenfalls von Szepanski gegründete Label Mille Plateaux bezog seinen Namen und das Konzept direkt auch auf deren Idee der Rhizomatik. Diese diente als Metapher für ein postmodernes beziehungsweise poststrukturalistisches Modell der Wissensorganisation und Weltbeschreibung.
Nach Deleuzes Suizid im Jahre 1995 gab Szepanski das Compilation-Album In Memoriam Gilles Deleuze mit Beiträgen von u. a. Zoviet France, Alec Empire, Cristian Vogel, Christophe Charles, Atom Heart, Gas, Chris & Cosey, Jörg Burger, Steel, Jim O’Rourke, Oval, Mouse on Mars, Ian Pooley, Bleed, Scanner, DJ Spooky, Kerosene und El Turco Loco heraus.
Szepanski war unter anderem für die Konzeption von Compilationserien wie Rauschen, Modulation & Transformation, Clicks + Cuts oder Digital Disco verantwortlich. Speziell mit der ab dem Jahr 2000 auf Mille Plateaux veröffentlichten Serie Clicks + Cuts gilt Szepanski als einer der Namensgeber für das gleichnamige Genre Clicks & Cuts. Szepanski sah Clicks & Cuts vielmehr als eine Konzeption und ein Non-Genre. Aus FIM und Mille Plateaux gingen zahlreiche weitere Sublabel wie Communism Records (1992), Riot Beats (1993), Position Chrome (1996), Force Tracks (1998) und Ritornell (1998) hervor. Nachdem der Vertrieb EFA im Jahr 2004 Konkurs anmeldete, musste auch Force Inc. aufgrund der entgangenen Einnahmen den Betrieb einstellen.
Ab den 1990er Jahren veröffentlichte er erste Aufsätze zur Theorie des Maschinellen, Psychologie und Gesellschaft, Adorno, Foucault, Deleuze und Guattari sowie zur Theorie der elektronischen Musik. 2003 gab er gemeinsam mit Marcus S. Kleiner das Buch Soundcultures heraus, in dem zentrale Aspekte elektronischer und digitaler Musik diskutiert wurden. 2011 erschien mit Saal 6 Szepanskis erster Roman. Danach arbeitete Szepanski verstärkt im Bereich der Theorie. 2014 erschien das zweibändige Sachbuch Kapitalisierung, 2016 Der Non Marxismus, beide im Laika-Verlag. 2018 erschien eine als Einführung konzipierte Darstellung der Ökonomie im 21. Jahrhundert, in der er insbesondere das finanzielle Kapital untersucht. Nach den Ausschreitungen auf dem G-20-Gipfel in Hamburg 2017 war Szepanski Mitherausgeber der Essaysammlung riot.
Ab 2018 betrieb er erneut die Labels Force Inc. und Mille Plateaux. 2020 veröffentlichte er den Sammelband Ultrablack of Music und 2022 sein erstes Buch in englischer Sprache Financial Capital in the 21st Century.
Achim Szepanski starb im September 2024 im Alter von 67 Jahren.

## Werke (Auswahl)
- als Hrsg. mit Marcus S. Kleiner: Soundcultures. Edition Suhrkamp, Frankfurt am Main 2003, ISBN 3-518-12303-3.
- Saal 6 – Roman. Rhizomatique, Wiesbaden 2011, ISBN 978-3-9813227-2-9.
- Pole Position – Roman. Rhizomatique, Wiesbaden 2011, ISBN 978-3-9813227-0-5.
- Verliebt ins Gelingen – Roman. Rhizomatique, Wiesbaden 2012.
- Geld und Zeit. Zur Strukturalität des Finanzkapitalismus – Essay. 2012.
- Kapitalisierung Bd. I – Marx’ Non-Ökonomie. ISBN 978-3-944233-12-3, Bd. II – Non-Ökonomie des gegenwärtigen Kapitalismus. Laika-Verlag, Hamburg 2014, ISBN 978-3-944233-23-9.
- Der Non-Marxismus. Finance, Maschinen, Dividuum. Laika-Verlag, Hamburg 2016, ISBN 978-3-944233-69-7.
- Ultrablack of Music. Feindliche Übernahme. Spector-Verlag, Leipzig 2017, ISBN 978-3-95905-138-5.
- Kapital und Macht im 21. Jahrhundert. Laika-Verlag, Hamburg 2018, ISBN 978-3-944233-90-1.
  - englischsprachige Ausgabe, aktualisiert und erweitert: Financial Capital in the 21th Century. A New Theory of Speculative Capital. Palgrave, New York 2022, ISBN 978-3-030-93150-6.
  - chinesischsprachige Ausgabe: Financial Capital in the 21th Century. A new Theory of Speculative Capital. Central Compilation and Translation Press.
- RIOT – Was war da los in Hamburg?: Theorie und Praxis der kollektiven Aktion. Hrsg. mit Karl-Heinz Dellwo und J. Paul Weiler, Laika-Verlag, Hamburg 2018, ISBN 978-3-944233-91-8.
- Imperialismus, Staatsfaschisierung und die Kriegsmaschinen des Kapitals – Drei Essays. Laika-Verlag, Hamburg 2018, ISBN 978-3-944233-92-5.
- Ultrablack of Music (Hrsg.). NON/Mille Plateaux, Frankfurt 2020, ISBN 978-3-00-064816-8.
- Die Ekstase der Spekulation. Kapitalismus im Zeitalter der Katastrophe. Galerie der abseitigen Künste/NON.Derivate. Hamburg 2023, ISBN 978-3-948478-18-6.
- In the Delirium of Simulation. Baudrillard Revisited. Becoming Press / NON. Berlin 2024, ISBN 978-9925-7984-7-6